# Хрущёв, Сергей Никитич
Серге́й Ники́тич Хрущёв (2 июля 1935, Москва, СССР — 18 июня 2020, Кранстон, США) — советский, российский и американский учёный, публицист. Сын бывшего Первого секретаря ЦК КПСС Никиты Сергеевича Хрущёва. Кандидат технических наук, профессор. Герой Социалистического Труда (1963).

## Биография
Родился 2 июля 1935 года в Москве. В 6 лет перенёс перелом тазобедренного сустава, год провёл в гипсе.
В 1952 году окончил московскую школу № 110 с золотой медалью. Учился в одном классе с Александром Ширвиндтом.
Летом 1952 года поступил на факультет электровакуумной техники и специального приборостроения МЭИ по специальности «Системы автоматического регулирования». Вспоминал, что главную роль в принятии решения идти учиться именно в МЭИ сыграла его бывший ректор, супруга Г. М. Маленкова Валерия Голубцова. Окончил вуз в 1958 году.
В 1958—1968 годах работал в ОКБ-52 Челомея в Реутове заместителем начальника отдела, разрабатывал проекты крылатых и баллистических ракет, участвовал в создании систем приземления космических кораблей, ракеты-носителя «Протон». В 1959 году, через год после окончания института, вместе с руководителем КБ Челомеем и несколькими другими сотрудниками стал лауреатом Ленинской премии. Кандидат технических наук. В 1963—1964 годах был ведущим конструктором и заместителем начальника ОКБ-52. Указом Президиума Верховного Совета СССР от 28 апреля 1963 года был удостоен звания Героя Социалистического Труда. Лауреат Премии Совета Министров СССР, член ряда международных академий.[каких?] Филипп Бобков вспоминал в мемуарах, как по распоряжению председателя КГБ А. Н. Шелепина был вынужден поспособствовать к отказу от соавторства в одной из совместных работ соавтора С. Н. Хрущева в пользу последнего.
Впоследствии работал заместителем директора Института электронных управляющих машин (ИНЭУМ), заместителем генерального директора НПО «Электронмаш». В Москве проживал в Староконюшенном переулке, затем в особняке на Ленинских горах.
В конце 1980-х годов решил уйти из инженерии в политологию.
В 1991 году был приглашён в Университет Брауна (США) для чтения лекций по истории Холодной войны, на которой специализировался. Выбрал США в качестве постоянного места жительства и проживал в городе Провиденс, штат Род-Айленд, имел российское и американское (с 1999 года) гражданство. Работал профессором Института международных исследований Томаса Уотсона Университета Брауна.

### Смерть
Скончался 18 июня 2020 года в США. Похоронен после кремации на Новодевичьем кладбище рядом с отцом. Говоря о причине ухода, супруга отметила, что Сергей Хрущёв скончался от старости. «Старость. В последнее время он чувствовал себя старым. Предки по мужской линии у него все жили очень коротко. Он уже давно не преподавал», — рассказала она. Согласно заявлению представителя департамента здравоохранения штата Род-Айленд, причиной смерти стал выстрел в голову. Предположительно, Сергей Никитич покончил с собой. 25 июня 2020 года судмедэксперт Джозеф Венделькен сообщил, что Сергей Хрущёв умер от огнестрельного ранения в голову. Чуть позже в тот же день вдова Сергея Хрущёва Валентина Голенко опровергла информацию, сказав, что причиной его смерти не стало огнестрельное ранение в голову. «Не надо мне рассказывать все сплетни. Он умер, как дано в заключении, от старости. Он умер от старости. Он уже болел два года», — сказала вдова Хрущёва.

## Личная жизнь
С первой женой — Галиной Шумовой (1934—2020) — был разведён. Почти сразу после развода Сергей Хрущёв объявил, что у него есть любимая женщина в Душанбе — Ольга Борисовна Крейдик, у которой двое детей (Глеб и Елена Крейдик). Хрущёв перевез её с детьми в Москву, но через какое-то время они развелись. Вскоре Хрущёв женился на лучшей подруге Ольги — Валентине Николаевне Голенко (род. 1946), которая стала жить с ним в США. Старший сын Никита, журналист и редактор «Московских новостей», умер 22 февраля 2007 года в Москве. Средний сын Сергей (род. 1974) проживает в Москве, пасынок — Илья (сын третьей жены).

## Награды и премии
- Герой Социалистического Труда — Указом Президиума Верховного Совета СССР (с грифом «не подлежит опубликованию») от 28 апреля 1963 года «за большие заслуги в деле создания и производства новых типов ракетного вооружения, а также атомных подводных лодок и надводных кораблей, оснащенных этим оружием, и перевооружения кораблей Военно-Морского Флота» с вручением ордена Ленина и золотой медали Серп и Молот[18][19]
- Орден Ленина (28 апреля 1963)
- Лауреат Ленинской премии и Премии Совета Министров СССР
- медали

## Публицистическая деятельность
После отставки Н. С. Хрущёва редактировал книгу воспоминаний своего отца, переправил для издания за границу. Находился под наблюдением спецслужб.
В дальнейшем выпустил ряд собственных книг с воспоминаниями об исторических событиях, свидетелем которых он был, и с собственной оценкой происходившего: «Пенсионер союзного значения», «Рождение сверхдержавы». В работах придерживается антисталинской позиции. Книги переведены на 12 иностранных языков. Один из сценаристов фильма «Серые волки» (Мосфильм, 1993). В фильме Сергея Хрущёва сыграл актёр Александр Потапов.

### Основные труды
- 1990 — Sergei Khrushchev. Khrushchev on Khrushchev — An Inside Account of the Man and His Era, by His Son, Sergei Khrushchev, Verlag Little, Brown and Company, ISBN 0-316-49194-2
- 1991 — Хрущёв С. Н. Пенсионер союзного значения. — М.: Новости, — 416 стр. — ISBN 5-7020-0095-1
- 2000 — Sergei Khrushchev. Nikita Khrushchev and the Creation of a Superpower, Pennsylvania State University Press, ISBN 0-271-01927-1
- 2003 — Хрущёв С. Н. Рождение сверхдержавы: Книга об отце. — М.: Время. — 672 стр. — ISBN 5-94117-097-1
- 2006 — Sergei Khrushchev. Memoirs of Nikita Khrushchev: Reformer, 1945—1964, Pennsylvania State University Press, ISBN 0-271-02861-0